# Бартковиці
Бартковиці (пол. Bartkowice) — село в Польщі, у гміні Кломниці Ченстоховського повіту Сілезького воєводства.
Населення — 310 осіб (2011).
У 1975-1998 роках село належало до Ченстоховського воєводства.

## Демографія
Демографічна структура станом на 31 березня 2011 року:
|          | Загалом | Допрацездатний вік | Працездатний вік | Постпрацездатний вік |
| -------- | ------- | ------------------ | ---------------- | -------------------- |
| Чоловіки | 146     | 29                 | 100              | 17                   |
| Жінки    | 164     | 32                 | 98               | 34                   |
| Разом    | 310     | 61                 | 198              | 51                   |